# Белиз (река)
Бели́з (англ. Belize River) — река в Белизе.
Река Белиз течёт вдоль северных отрогов горного хребта Майя, затем пересекает центральную часть страны и близ города Белиз впадает в Карибское море. Длина реки составляет 290 километров (вместе с рекой Мопан), она орошает более четверти территории Белиза. На территориях, составляющих бассейн рек Белиз и одной из образующих её, реки Мопан, проживает 45 % белизцев.
На своём протяжении вплоть до границы с Гватемалой река Белиз судоходна, она является одним из важнейших связующих путей между побережьем и внутренними районами Белиза. Река образуется у Сан-Игнасио из слияния рек Мопан и Восточный Белиз (Макаль), она используется весьма интенсивно в лесоразработках, в частности для сплава стволов (в первую очередь махагони). Река также является важным источником питьевой воды для местных жителей. Впрочем, в последние годы качество воды ухудшилось в связи с активными лесоразработками в её верховьях, а также из-за загрязнения пестицидами, использующимися в сельском хозяйстве.
В бассейне реки располагаются несколько древних городов времён майя, среди которых такие археологические памятники как Шунантунич, Ча-Крик и Кахаль Печ.